# Bad Monkey
Bad Monkey (o Carl Hiaasen’s Bad Monkey) è una serie televisiva statunitense creata da Bill Lawrence e basata sull'omonimo libro del 2013, scritto da Carl Hiaasen.
La serie è stata distribuita, a partire dal 14 agosto 2024, dalla piattaforma streaming Apple TV+.

## Sinossi
Un braccio mozzato, trovato da un turista, trascina Andrew Yancy, un ex detective della polizia che si ritrova a condurre ispezioni nei ristoranti, in un mondo di avidità e corruzione che decima il territorio e l'ambiente sia in Florida che alle Bahamas.

## Personaggi e interpreti
- Andrew Yancy: interpretato da Vince Vaughn, è un ex detective diventato ispettore di ristoranti;
- Nick Stripling: interpretato da Rob Delaney, è il marito di Eve;
- Eve Stripling: interpretata da Meredith Hagner, è la moglie di Nick Stripling;
- Dragon Queen/Grace: interpretata da Jodie Turner-Smith, è una donna che pratica l'Obeah e vive ad Andros, nelle Bahamas;
- Ya-Ya: interpretata da L. Scott Caldwell, è la nonna della Dragon Queen;
- Rosa Campesino: interpretata da Natalie Martinez, è un medico legale di Miami che aiuta Andrew Yancy;
- Evan Shook: interpretato da Alex Moffat, è uno agente immobiliare che sta cercando di vendere una villa accanto alla proprietà di Yancy;
- Bonnie Witt: interpretata da Michelle Monaghan, è una donna in un matrimonio violento con un passato segreto;
- Neville Stafford: interpretato da Ronald Peet, è un giovane pescatore delle Bahamas.

## Episodi
| Stagioni       | Episodi | Pubblicazione USA | Pubblicazione Italia |
| -------------- | ------- | ----------------- | -------------------- |
| Prima stagione | 10      | 2024              | 2024                 |

## Produzione

### Sviluppo
Nell'agosto 2021, Warner Bros. Television e la Doozer Productions, casa di produzione di Bill Lawrence, hanno annunciato lo sviluppo di una nuova serie drammatica per Apple TV+, chiamata Bad Monkey.
La serie, composta da 10 episodi, è basata sull'omonimo romanzo del 2013, scritto da Carl Hiaasen.

### Casting
Insieme all'annuncio della serie, viene rivelato che Vince Vaughn avrebbe interpretato il ruolo del protagonista.
Nel dicembre del 2021, Michelle Monaghan, Jodie Turner-Smith, e Meredith Hagner si sono unite al cast.
Il mese successivo, anche Ana Villafañe, Rob Delaney, Ahmed Elhaj e Arturo Luis Soria sono entrati a fare parte del cast e, successivamente, Alex Moffat si è unito a loro.
Nel marzo del 2022, Natalie Martinez entra nel cast in sostituzione della Villafañe perché, secondo Deadline Hollywood, "Il personaggio era stato scritto più vecchio dell'età di Villafañe, portando alla decisione di sostituirla".
L'aprile successivo, viene rivelato che L. Scott Caldwell e Charlotte Lawrence si erano uniti al cast e che Ronald Peet avrebbe preso il ruolo precedentemente di Ahmed Elhaj. A giugno, viene annunciato un altro cambio di casting, con John Ortiz che sostituisce Arturo Luis Soria.

### Riprese
Le riprese sono iniziate a febbraio 2022, tra le Florida Keys e Miami.

## Distribuzione
Bad Monkey viene distribuita, a livello globale, a partire dal 14 agosto 2024 sulla piattaforma streaming Apple TV+, con i primi due episodi disponibili immediatamente e il resto in uscita settimanalmente fino al 9 ottobre 2024.